# Goussainville (Valle del Oise)
 Goussainville  es una población y comuna francesa, en la región de Isla de Francia, departamento de Valle del Oise, en el distrito de Sarcelles. Es el chef-lieu del cantón de Goussainville.

## Demografía
| 850                       | 805 | 777 | 654 | 612 | 643 | 628 | 604 | 573 | 642 | 606 | 546 | 526 | 597 | 612 | 617 | 580 | 585 | 913 | 759 | 958 | 2 556 | 4 667 | 6 201 | 6 789 | 9 350 | 13 109 | 16 197 | 25 182 | 23 543 | 24 812 | 27 356 | 30 310 |
| (Fuente: INSEE y Cassini) |     |     |     |     |     |     |     |     |     |     |     |     |     |     |     |     |     |     |     |     |       |       |       |       |       |        |        |        |        |        |        |        |